# Julie Payette
Julie Payette (sinh ngày 20 tháng 10 năm 1963) là Toàn quyền Canada từ tháng 10/2017 đến tháng 1/2021, thứ 29 kể từ Liên bang hóa Canada. Trước khi nhậm chức, cô là một nữ doanh nhân, cựu thành viên của Quân đoàn Du hành vũ trụ Canada, và kỹ sư. Payette đã hoàn thành hai không gian vũ trụ, STS-96 và STS-127, đăng nhập hơn 25 ngày trong không gian. Cô từng làm phi hành gia trưởng cho Cơ quan Vũ trụ Canada (CSA), và từng là người truyền tin viên nang tại Trung tâm Kiểm soát Nhiệm vụ của NASA ở Houston.
Vào tháng 7 năm 2013, Payette được bổ nhiệm làm giám đốc điều hành cho Trung tâm Khoa học Montreal và vào tháng 4 năm 2014, cô được bổ nhiệm vào hội đồng quản trị của Ngân hàng Quốc gia Canada.Vào ngày 13 tháng 7 năm 2017, Thủ tướng Justin Trudeau tuyên bố rằng Nữ hoàng Elizabeth II đã phê chuẩn việc bổ nhiệm Payette làm Toàn quyền tiếp theo của Canada. Cô đã tuyên thệ vào ngày 2 tháng 10 năm 2017.
Payette từ chức vào ngày 21 tháng 1 năm 2021, sau khi kết thúc một cuộc đánh giá nơi làm việc cho thấy cô đã "coi thường, sỉ nhục và sỉ nhục công khai nhân viên Rideau Hall" và "tạo ra một nơi làm việc độc hại, chửi bới". Cuộc rà soát do Văn phòng Hội đồng Cơ mật khởi xướng để điều tra các cáo buộc sách nhiễu công chức trong Văn phòng Toàn quyền. Bà là Toàn quyền thứ hai từ chức, sau Roméo LeBlanc (người đã từ chức vì các vấn đề sức khỏe), người đầu tiên từ chức vì bê bối, và người đầu tiên bỏ trống khi từ chức. Tổng chưởng lý Canada Richard Wagner thay cô giữ chức vụ Toàn quyền cho đến khi Nữ hoàng Elizabeth II phê chuẩn đề xuất Toàn quyền mới của Thủ tướng Justin Trudeau.

## Giáo dục và sự nghiệp sớm
Payette sinh ngày 20 tháng 10 năm 1963 tại Montreal, Québec,và sống ở khu phố Ahuntsic, tham dự Collège Mont-Saint-Louis và Collège Regina Assumpta. Năm 1982, cô đã hoàn thành bằng tốt nghiệp tú tài quốc tế tại Đại học Thế giới Đại Tây Dương ở Nam Wales, Vương quốc Anh.
Để theo học đại học, Payette đăng ký vào Đại học McGill, nơi cô đã hoàn thành bằng Cử nhân Kỹ thuật điện năm 1986, sau đó cô hoàn thành bằng Thạc sĩ Khoa học Ứng dụng về kỹ thuật máy tính tại Đại học Toronto vào năm 1990. Luận án của cô tập trung vào tính toán ngôn ngữ học, một lĩnh vực của trí tuệ nhân tạo.Cô là thành viên của Ordre des ingénieurs du Québec
Trong thời gian đi học, từ năm 1986 đến 1988, Payette cũng đã làm việc như một kỹ sư hệ thống cho bộ phận Kỹ thuật Khoa học của IBM Canada. Từ năm 1988 đến 1990, là một sinh viên tốt nghiệp tại Đại học Toronto, cô đã tham gia vào một dự án kiến trúc máy tính hiệu suất cao và làm trợ lý giảng dạy. Vào đầu năm 1991, Payette đã gia nhập khoa Truyền thông và khoa học của Phòng thí nghiệm nghiên cứu IBM Zurich ở Thụy Sĩ, trong một cuộc hẹn với nhà khoa học một năm. Khi trở về Canada, vào tháng 1 năm 1992, cô gia nhập Nhóm Nghiên cứu Ngôn ngữ của Nghiên cứu Bell-Northern ở Montreal, nơi cô chịu trách nhiệm cho một dự án về khả năng nghe nói qua điện thoại bằng cách sử dụng nhận dạng giọng nói máy tính.
Payette đã kết hôn hai lần, lần đầu tiên với François Brissette vào những năm 1990, và lần thứ hai với William Flynn, người mà cô có một đứa con trai vào năm 2003, và từ đó cô ly dị vào năm 2015. Cô thông thạo tiếng Pháp (tiếng mẹ đẻ của cô) và tiếng Anh, và có thể giao tiếp bằng tiếng Tây Ban Nha, tiếng Đức, tiếng Ý và tiếng Nga. Cô chơi piano và hát với Dàn nhạc Giao hưởng Montreal, Dàn hợp xướng Tafelmusikvà một số người khác. Cô tập chạy, trượt tuyết, chơi thể thao quần vợt và lặn biển.

## Đào tạo không gian

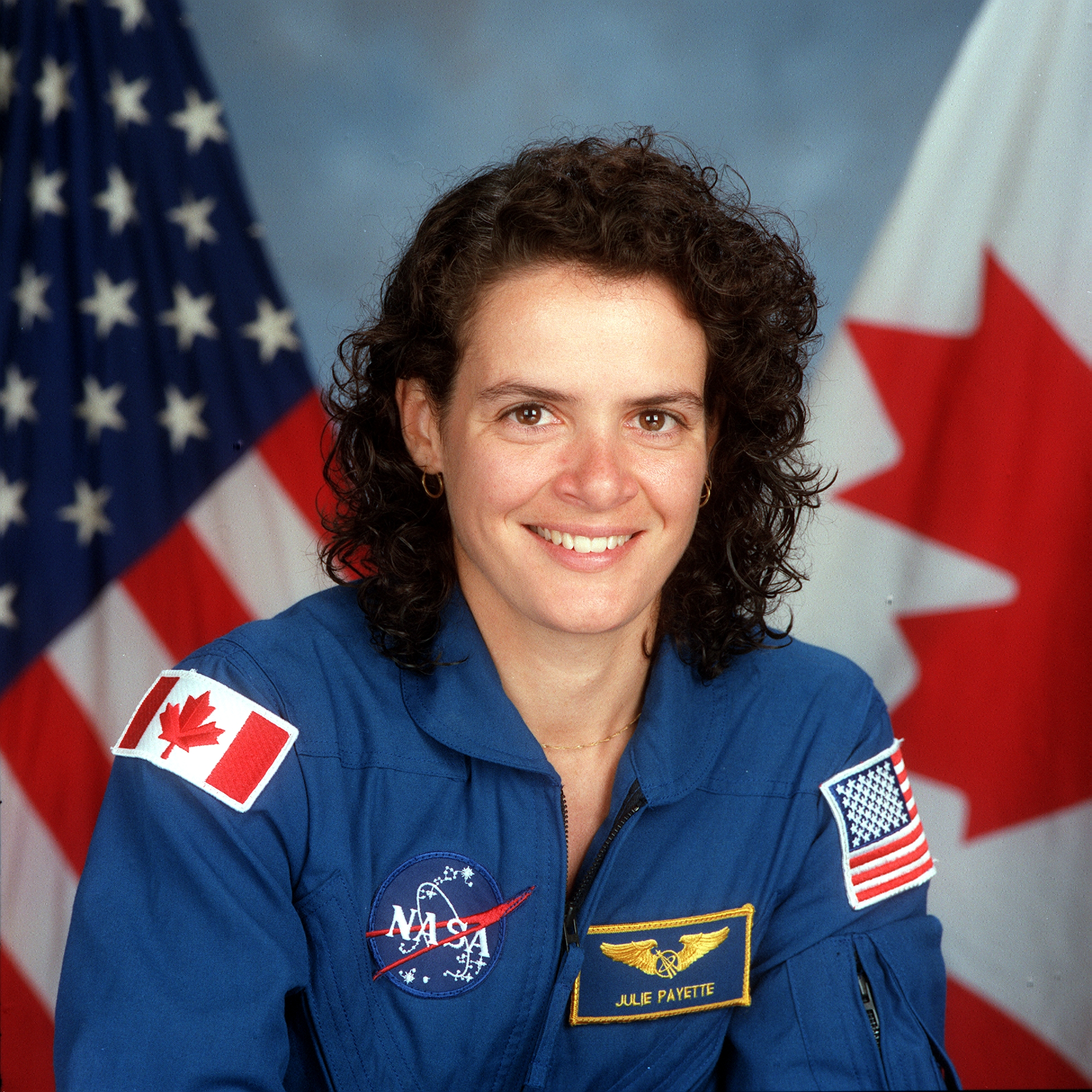
Chân dung chính thức của Payette từ STS-96.

Vào tháng 1 năm 1992, Cơ quan Vũ trụ Canada đã bắt đầu lựa chọn thứ hai trong đội phi hành gia. Người ta cho rằng các phi hành gia của bộ này sẽ tham gia vào các chuyến bay dài trên trạm quỹ đạo " Tự do " của Hoa Kỳ. Julie Payette đã nộp đơn cho hơn 5.000 người nộp đơn và sau khi trải qua nhiều giai đoạn, vào ngày 8 tháng 6 năm 1992, cùng với ba ứng cử viên khác, đã được ghi danh vào đội tuyển CCA. Sau đó, cô đã trải qua khóa đào tạo không gian chung ban đầu ở Canada, bao gồm khoảng 120 giờ trong tình trạng không trọng lượng nhân tạo (các chuyến bay parabol).
Năm 1993, cô tham gia phát triển tương tác giữa người và máy tính trong bộ phận phi hành gia Canada. Từ năm 1993 đến năm 1996, cô làm việc như một chuyên gia kỹ thuật trong một nhóm nghiên cứu quốc tế tại NATO.
Trong tháng 2 năm 1994 tham gia (cùng với David Williams, Michael McKay và Robert Torksom) trong thí nghiệm bảy ngày để mô phỏng một chuyến bay không gian (Chương trình phi hành gia Canada Space Đơn vị cuộc sống Simulation, CAPSULS) ở Toronto. Thí nghiệm bao gồm việc đặt một phi hành đoàn có bốn người có điều kiện trong một buồng kín bị cô lập thực hiện vai trò của một trạm không gian.
Vào tháng 2 năm 1996, Julie Payett được nhận vào máy bay phản lực quân sự Canadair CT-114 Tutor tại căn cứ Không quân Canada Moose-Joe (tỉnh Saskatchewan) và được thăng chức đội trưởng của Không quân Canada. Từ năm 1997, cô tham gia chương trình bay của phi đội huấn luyện. Tổng thời gian bay là hơn 800 giờ, trong đó có khoảng 450 chiếc trên máy bay phản lực. Vào tháng 4 năm 1996, cô tham gia một chương trình lặn biển sâu trong bộ đồ cứng ở Vancouver, sau đó cô nhận được giấy phép của một người điều hành nước sâu.
Vào tháng 8 năm 1996, J. Payette bắt đầu đào tạo tại Trung tâm Johnson, cùng với các phi hành gia từ bộ 16 của NASA. Sau khi hoàn thành khóa đào tạo vào tháng 4 năm 1998, Payette đã đủ tiêu chuẩn làm chuyên gia bay và cô được bổ nhiệm vào bộ phận phi hành gia của NASA. Vào tháng 8 năm 1998, cô được chỉ định vào phi hành đoàn STS-96.